# Contrappunti
Contrappunti è un album del gruppo italiano rock progressive Le Orme pubblicato nel 1974.

## Descrizione
Il titolo è da interpretare in diversi modi. Dal punto di vista degli intrecci musicali di vago sapore barocco, si può parlare di contrappunto, soprattutto all'inizio di ciascuna facciata. Inoltre, i pezzi si contrappongono musicalmente tra di loro. Si alternano infatti, con una certa regolarità, pezzi strumentali e canzoni. Soprattutto, va comunque notato che il disco è caratterizzato dall'alternarsi, ad ogni cambio di brano, tra una musica più battente e dinamica (tracce dispari) ed una più lenta e tranquilla (tracce pari).
Il nome Contrappunti può essere interpretato come presa di posizione nei confronti di problemi sociali. Il brano India era ad esempio un pezzo di protesta contro la decisione del governo indiano di produrre la bomba atomica proprio in quell'anno.  Anche il brano La fabbricante d'angeli si inquadra in quest'atmosfera di critica e pone la tematica dell'aborto abusivo (criticando il divieto allora in vigore), mentre Maggio tematizza le proteste operaie del 1º maggio, criticando la Chiesa di trascurare i valori sociali. Solo uno tra i testi, quello di Frutto acerbo, si limita invece al tema dell'esistenza individuale per raccontare i primi confronti di un adolescente con la sessualità.
Sembra che in origine il titolo avrebbe dovuto essere La fanciulla di neve e la fanciulla di fuoco. Era un nome ispirato a La Fanciulla di Neve di Nikolaj Andreevič Rimskij-Korsakov. Neve e fuoco venivano considerati come due elementi contrapposti: in pratica, il concetto alla base dell'album, il contrasto, è simile a quello del disco precedente, il quale, raccontava dei due immaginari pianeti Felona e Sorona: uno raggiante e l'altro dimenticato da tutti.

## Tracce
1. Contrappunti – 5:54
2. Frutto acerbo – 3:34
3. Aliante – 3:22
4. India – 3:11
5. La fabbricante d'angeli – 4:48
6. Notturno – 3:53
7. Maggio – 8:49

## Formazione
- Aldo Tagliapietra – voce, basso, chitarra
- Tony Pagliuca – tastiere
- Michi Dei Rossi – batteria, percussioni

inoltre:
- Gian Piero Reverberi - pianoforte

## Singoli
- Frutto acerbo/Aliante
- India viene riutilizzata l'anno successivo come retro del singolo Sera.